# Chongju
Chŏngju é uma cidade no sul da província de Pyongan Norte, na Coreia do Norte. Antes de 1994, era designado como kun ou município. O terreno é principalmente plano, mas montanhoso no norte. Ao sul fica a planície de Chŏngju, onde as colinas não se elevam acima de 200 metros. Chŏngju também inclui aproximadamente 10 ilhas do Mar Amarelo.

## Geografia
Cerca de 40% da cidade é coberta por florestas temperadas de coníferas.

## Divisões administrativas
Chŏngju é dividida em 14 tong (bairros) e 18 ri (aldeias):
| - Aedo-dong (애도동) - Kohyŏn-dong (고현동) - Namchŏl-dong (남철동) - Oryong-dong (오룡동) - Osan-dong (오산동) - Pukchang-dong (북장동) - Ryongpho-dong (룡포동) - Samma-dong (삼마동) - Sangdan-dong (상단동) - Sinchŏn-dong (신천동) - Sŏju-dong (서주동) - Sŏngnam-dong (성남동) - Talchŏn-dong (달천동) - Yŏkchŏn-dong (역전동) - Amdu-ri (암두리) - Chimhyang-ri (침향리) | - Hŭngrok-ri (흑록리) - Ilhae-ri (일해리) - Namho-ri (남호리) - Namyang-ri (남양리) - Osŏng-ri (오성리) - Tokchang-ri (독장리) - Posan-ri (보산리) - Sema-ri (세마리) - Sinan-ri (신안리) - Sinbong-ri (신봉리) - Sŏho-ri (서호리) - Sŏksan-ri (석산리) - Taesan-ri (대산리) - Taesong-ri (대송리) - Wŏnbong-ri (원봉리) - Wŏryang-ri (월양리) |

## Economia
A agricultura local é dominada pelo cultivo de pomar e arroz; as castanhas desta região são especialmente famosas.

## Políticas
Em fevereiro de 2011, a cidade e outras pessoas no norte de Pyongan tiveram raros protestos com algumas dezenas de pessoas, exigindo fornecimento adequado de arroz e energia. Na época, as notícias da Primavera Árabe estavam se espalhando por canais de TV chineses e telefonemas com desertores.